# Huitchila
Huitchila es una localidad del estado mexicano de Morelos. Es parte del municipio de Tepalcingo.

## Toponimia
El nombre «Huitchila» proviene de los términos en náhuatl: huitzitzilin, colibrí; tlan, lugar de abundancia. Su significado es «lugar donde abundan los colibríes».

## Demografía
| Gráfica de evolución demográfica |
|                                  |

| Censo | Población |
| ----- | --------- |
| 1940  | 25        |
| 1950  | —         |
| 1960  | 51        |
| 1970  | 823       |
| 1980  | 1399      |
| 1990  | 1502      |
| 2000  | 1820      |
| 2010  | 1935      |
| 2020  | 2186      |